# Arquelau Físic
Arquelau Físic o Arquelau de Milet o Arquelau d'Atenes (Archelaus, Arkhélaos Ἀρχέλαος) fou un filòsof grec suposadament d'Atenes, de l'escola jònica. Diògenes Laerci l'anomena Físic i diu que fou el primer a ensenyar les doctrines de la filosofia física, però segurament només fou el primer atenenc (o suposat atenenc) a fer-ho. Va tenir entre els seus pupils a Sòcrates i suposadament Eurípides, però aquest darrer podria ser una confusió amb Arquelau I de Macedònia que fou patró del poeta. Va viure vers la meitat del segle V aC.

## Dades biogràfiques
Arquelau fou un filòsof en una època que els grecs jònics establerts a l'Àsia Menor creaven escola de pensament. Va rebre el sobrenom de Físic per ser el primer a ensenyar Filosofia natural, és a dir l'estudi de la natura i de l'univers físic. Aquesta afirmació feta per Diògenes Laerci, està en contradicció amb un altre historiador Climent d'Alexandria el qual diu que era atenenc, però potser les afirmacions de tots dos es podrien reconciliar suposant que fos el primer atenenc a fer-ho. Segons Simplici, qui probablement va recollir la informació de Teofrast, Arquelau era nadiu d'Atenes, mentre que Diògenes Laerci diu que era nascut a Milet.
Era fill d'Apol·lodoros, o segons diuen altres de Midon, o Myson. Fou alumne d'Anaxàgores, el filòsof de Clazòmenes (Àsia Menor). Es diu que va ser ensenyar filosofia a la ciutat de Làmpsac abans d'establir-se a Atenes. També es diu que va ser mestre de Sòcrates i d'Eurípides. Però si és cert que va ser mestre de Sòcrates, sobta que mai fos esmentat pels seus seguidors, ni Plató, ni Aristòtil, ni l'historiador que els era contemporani Xenofont; per tant aquesta afirmació podria ser un intent per connectar Sòcrates amb l'escola jònica. Això no obstant, algun tipus de relació devia haver entre tots dos, ja que Diògenes Laerci narra, basat en el testimoni del poeta Ió de Quios, un contemporani de Sòcrates, que Sòcrates va fer un viatge a Samos acompanyat d'Arquelau. Alguns autors han interpretat en el Fedó, una obra considerada en certa manera autobiogràfica de Plató, una referència a la teoria d'Arquelau sobre la generació i l'alimentació dels primers animals.
La tradició que relacionava el filòsof Arquelau amb el poeta Eurípides podria haver sorgit d'una confusió amb Arquelau I de Macedònia patró i mecenes d'Eurípides.

## Teoria filosòfica
No s'han conservat escrit d'Arquelau; les seves doctrines es coneixen per les cites que en fan Diògenes Laerci, Simplici, el Pseudo Plutarc i Hipòlit.
Arquelau pensava que l'aire i l'infinit eren el principi de totes les coses (l'arque), motiu pel qual el Pseudo Plutarc suposava que volia dir que l'aire és infinit; mentre que altres interpreten la seva afirmació com una manera d'excloure una "ment pensant" com a creadora del món. De ser així, va abandonar la doctrina d'Anaxàgores en el seu punt més important; i sembla més probable concloure que, mentre que ell volia ensenyar la noció materialista que la ment està formada per aire, per altra banda acceptava que hi havia una ment infinita que era la causa primera de totes les coses. Aquesta explicació té l'avantatge d'estar en consonància amb el que diu Simplici.
La seva explicació sobre l'origen de l'univers és el següent: Al començament només existia una matèria primera, (formada per una barreja del concepte d'aire i el de ment), per un procés de concentració i espesseïment en va sorgir el fred i la calor o l'aigua i el foc, l'un un agent passiu i l'altre un agent actiu. Arquelau va deduir que de l'oposició del fred i la calor sorgia la voluntat de la ment material. D'aquesta oposició sorgeix la separació del foc i l'aigua i es va produir una massa viscosa de terra. Mentre la terra se solidificava, de l'acció de la calor sobre la humitat va ser d'on va sorgir la vida animal, que en un principi es nodrien del mateix fang del qual provenien i gradualment van adquirir la capacitat per procrear-se per ells mateixos formant la diversitat d'espècies actual. Els éssers humans van sorgir de la mateixa manera, tot i que al començament sota una forma menys perfecta. Tots aquests éssers vius van ser dotats amb una ment, però els humans es van separar dels altres animals i van establir lleis i societats. Va ser just en aquest punt que la seva teoria sobre la filosofia natural passa al camp de l'ètica, ja que especula basat en la proposta que el bé i el mal no depenen de la natura sinó del costum.(en grec: οὐ φύσει ἀλλὰ νόμῳ), dogma que possiblement va rebre la influència de les idees dels seus contemporanis sofistes.
Pel que fa a les altres doctrines d'Arquelau, va afirmar que la Terra era plana, però que la seva superfície devia tenir forma de depressió cap al seu centre; ja que si fos absolutament plana el sol s'alçaria i es pondria a tots els llocs de la Terra al mateix temps. També va dir que el sol era la més gran de les estrelles. Un altre punt que va atreure la seva atenció va ser el moviment de l'aire, però sembla que l'explicació que en va donar no afegia res de nou a l'oferida per Anaxàgores.

## Nota
1. ↑  Altres fonts el fan néixer a Milet; la GEC el fa deixeble d'Anaxàgores un filòsof del segle V aC, però el situa al segle I aC, potser per un error tipogràfic